# Gerald Faschingbauer
Gerald Faschingbauer (* 20. Dezember 1976 in Passau) ist ein deutscher Bauingenieur, der für seine Verdienste um BIM ausgezeichnet wurde.

## Werdegang
Faschingbauer wurde erst Bauzeichner, dann erwarb er 1997 die Fachhochschulreife und studierte von 1998 bis 2002 Bauingenieurwesen an der Fachhochschule Regensburg. Von 2002 bis 2013 war er wissenschaftlich-technischer Mitarbeiter am Institut für Bauinformatik der TU Dresden. Hier promovierte er im Jahr 2010 mit dem Thema Simulationsbasierte Systemidentifikation im Rahmen der baubegleitenden geotechnischen Überwachung. 2013 wurde er Produktmanager BIM bei der f:data GmbH.
Seit 2017 ist Faschingbauer einer der drei Geschäftsführer der Dr. Schiller & Partner GmbH – Dynamische Baudaten sowie seit 2024 von der f:data GmbH. Er ist auch Obmann des Arbeitsausschusses BIM-Datenaustausch bei DIN und in zahlreichen nationalen und internationalen Normungsgremien zur Produkt- und Prozessmodellierung in der Bauwirtschaft engagiert.

## Publikationen
- Simulationsbasierte Systemidentifikation im Rahmen der baubegleitenden geotechnischen Überwachung. Institut für Bauinformatik, Dresden 2011, ISBN 978-3-86780-205-5.
- Die BIM-Anwendung der DIN SPEC 91400. Berlin : Beuth Verlag GmbH, 2016, ISBN 978-3410259091.

## Auszeichnungen
- 2022: Konrad-Zuse-Medaille für Verdienste um die Informatik im Bauwesen, Förderung des Building Information Modeling[2]